# Cristóvão de Brito
Cristóvão de Brito foi um fidalgo e militar português do século XVI.

## Biografia
Acompanhou à Índia D. Lourenço de Almeida.
Regressando a Portugal, ali voltou em 1511, e, chegando a Cananor, soube que Afonso de Albuquerque havia partido para a Conquista de Malaca, achando-se em perigo a cidade de Goa. Logo foi em sua defesa, obrigando os mouros a levantar o cerco.
Fez uma terceira viagem àquelas regiões em 1514, como Capitão-Mor duma Esquadra, tornando lá em 1524. Por ordem de D. Henrique de Meneses, foi combater os mouros de Dabul, que tinham tomado um navio que vinha de Ormuz carregado de cavalos.
Era grande a superioridade do inimigo, e Cristóvão de Brito morreu na peleja. Mas os Soldados, que não deram por falta do seu Capitão, continuaram o combate, matando o Chefe inimigo e infligindo aos mouros uma grande derrota.